# G.R.8.U
G.R.8.U ou You.Are.Im.pressive (Hangul: 대.다.나.다.너) é uma canção gravada pela boy band sul-coreana VIXX. Foi lançada como single digital em 31 de julho de 2013 pela Jellyfish Entertainment. A canção serviu como o primeiro single da versão repaginada do primeiro mini-álbum do grupo, Hyde. "G.R.8.U" foi escrita por Kim Eana e produzida por Hyuk Shin, DK, Ross Lara e Todd Wright.
O vídeo musical da canção foi dirigido por Hong Won Ki de ZanyBros, que também dirigiu seus vídeos musicais anteriores, "Super Hero" e "Rock Ur Body".

## Antecedentes e lançamento
Em 25 de julho de 2013, VIXX lançou um vídeo teaser de "GR8.U/You.Are.Im.pressive" em seu canal oficial no YouTube. O segundo vídeo contou com sua nova música no entanto, todo o clipe foi colocado na ordem inversa, de modo que a música estava irreconhecível ao longo da duração do teaser.
Em 30 de julho, o vídeo oficial da música "GR8.U" foi carregado no canal no YouTube do VIXX.

## Composição e tema
"GR8.U" é a faixa-título do primeiro álbum repaginada do VIXX Jekyll. A canção é uma alegre e otimista música pop, completamente oposto de "Hyde. É perfeito para a temporada de verão, enquanto liricamente ainda mantém um link para o conceito do álbum original Jekyll e Hyde. A canção foi escrita por Kim Eana, que também escreveu os singles anteriores do grupo "Hyde" e "On and On". O tema das letras transmite a lembrança de um relacionamento passado dos membros. Ela foi composta por Hyuk Shin, DK e os produtores americanos Ross Lara e Todd Wright.

## Promoções

### Performances ao vivo
VIXX realizou sua primeira fase de retorno para "GR8.U" em 1 de agosto de 2013 no M! Countdown, este foi seguido por performances adicionais sobre outros programas de música como Music Bank, Show! Music Core, Inkigayo e Show Champion.
Envolveram-se a promoção do single em 8 de setembro com seu estágio de adeus no Inkigayo.

## Vídeo musical

### Antecedentes
Para o MV, a sensação de verão da música é perfeitamente traduzido para o vídeo da canção. O vídeo começa com algumas cenas do MV de "Hyde" antes do zoom out para uma sala branca, onde os membros do VIXX estão fazendo uma bagunça. A segunda parte do MV apresenta os meninos como recortes de papel, cantando juntos com recorte no fundo. A última parte do vídeo da música mostra os meninos - vestindo uma roupa padrão quadriculada - dançando contra um fundo de nuvens. Coreografado pelo líder N, a dança é limpa, nítida e brinca com as batidas da música.
A cena do vídeo de abertura - onde os membros do VIXX parecem estar destruindo um quarto branco - é no sentido inverso, no entanto, os membros da banda estivessem fazendo sincronização labial ainda estava em perfeita sincronia com a música. Mais tarde foi revelado através de um episódio da série VIXX TV que os membros filmaram a cena de sincronização labial para a versão invertida de sua música de abertura. Ou seja, eles memorizaram suas letras de trás para frente para atingir o efeito de sincronização perfeita para o produto final. Eles filmaram a cena em um take e aperfeiçoá-la, eles praticaram por três horas e passou por isso mais de 20 vezes antes da filmagem real.

## Créditos
- VIXX - Vocais
  - Cha Hakyeon (N) - vocais de liderança, vocais de fundo
  - Jung Taekwoon (Leo) - principais vocais, vocais de fundo
  - Lee Jaehwan (Ken) - principais vocais, vocais de fundo
  - Kim Wonsik (Ravi) - rap
  - Lee Hongbin - vocais
  - Han Sanghyuk - vocais
- Kim Eana - composição
- Hyuk Shin - produção, música
- DK - produção, música
- Ross Lara - produção, música
- Todd Wright - produção, música

## Desempenho nas paradas
| País          | Gráfico                      | Melhores posições |
| ------------- | ---------------------------- | ----------------- |
| Coreia do Sul | Gaon Singles Chart           | 14                |
| Coreia do Sul | Gaon Monthly Singles chart   | 192               |
| Coreia do Sul | Gaon Streaming Singles chart | 61                |
| Coreia do Sul | Gaon Download Singles chart  | 13                |

## Histórico de lançamento
| País          | Data                | Formato              | Gravadora               |
| ------------- | ------------------- | -------------------- | ----------------------- |
| Mundialmente  | 31 de julho de 2013 | CD, Download digital | Jellyfish Entertainment |
| Coreia do Sul | 31 de julho de 2013 | CD, Download digital | Jellyfish Entertainment |